# Рудольф Боссар
Рудольф Боссар (1890 — 7 лютого 1980) — швейцарський академічний веслувальник.
Бронзовий призер Олімпійських Ігор 1924 року в складі парної двійки.
Чемпіон Європи 1920 (вісімки), 1922 (одиночки), 1923 (одиночки), 1923, 1924, 1926, 1927 років у складі парної двійки, срібний призер 1925 року в складі парної двійки.